# Посольство Словаччини в Білорусі
Посольство Словаччини в Білорусі (біл. Пасольства Славакіі ў Беларусі, словац. Veľvyslanectvo Slovenskej republiky v Minsku) — дипломатична місія Словаччини в Республіці Білорусь. Посольство розташоване за адресою: м. Мінськ, вул. Володарського, 6. Місією Словацького посольства в Мінську є розвиток співробітництва між Словаччиною та Білоруссю в політичній і економічній сферах, а також у напрямку всебічних контактів між громадянами обох держав.

## Структура
- Секретаріат глави місії та відділ політики
- Консульський відділ
- Торгово-економічний відділ

## Список керівників
- 1995-1999 Ізидор Почиятак,
- 2000-2002 Йозеф Божак,
- 2002-2006 Йозеф Мачишак,
- 2006-2008 Любомир Регак,
- 2008-2013 Мар'ян Серватка.
- з 2013 — Мирослав Мойжита